# L'Ordre de Cicéron
L'Ordre de Cicéron est une série de bande dessinée française scénarisée par Richard Malka et dessinée par Paul Gillon puis Jean-Michel Ponzio. Elle met en scène un gros cabinet d'avocats qui s'apprête à en acheter un petit. La série est une saga familiale dans le milieu du barreau sur fond de déchirement entre deux familles d’avocats réputées, ruminé depuis la seconde guerre mondiale.  

## Synopsis
L’Ordre de Cicéron raconte un aspect particulier et peu connu de la spoliation des Juifs au cours de la Seconde Guerre mondiale : celle de l’interdiction pour les avocats juifs d’exercer leur profession. Cette série est l’histoire d’une vengeance : l’héritier d’une famille spoliée sous l’Occupation règle ses comptes avec des collabos restés jusque-là impunis. En juin 2002, au siège du cabinet d'avocats Steiner-Mac Rae, en plein cœur de Manhattan, Nathan Steiner, jeune et ambitieux directeur de ce cabinet, l'un des plus puissants de la planète, annonce qu'il veut racheter un très grand confrère parisien : De Veyrac-Richemont. 
Tout remonte à 1938, à Paris, où deux amis dont l’un est juif, brillants étudiants en droit, s’entre-déchirent sur fond de montée du nazisme. Nicolas de Veyrac et son inséparable ami d’enfance Raphaël Steiner vont être amenés à plaider pour le même procès : un jeune Noir du nom de Kassilé est accusé d’avoir tué ses employeurs. Durant cette période xénophobe, le procès va déchaîner les passions. Steiner défend Kassilé. Nicolas de Veyrac représente les enfants des victimes. Ce procès va se transformer en véritable affrontement entre les deux hommes qui se jalousent et entraîne des haines et des rancœurs qui vont se poursuivre plus d'un demi-siècle.

## Personnages
- Nathan Steiner : directeur en 2002 du cabinet d'avocats Steiner-Mac Rae à Manhattan. Il parvient à racheter en-dessous de sa valeur le cabinet de Benjamin lorsque celui-ci est poursuivi en justice.
- Benjamin de Veyrac : cousin de Nathan et gérant de la SCP de Veyrac-Richemont. Il est mis en examen pour blanchiment d’argent à la suite d'une machination contre lui. Il est finalement levé des accusations de blanchiment d'argent mafieux grâce au retour imprévu de Raphaël Steiner.
- Anissa Taniss : jeune avocate et ancienne petite amie de Benjamin dont la collusion avec la mafia russe a pour but de faire tomber Benjamin.
- Raphaël Steiner : brillant étudiant en droit à la Sorbonne en 1938. Son père lui confie la défense de Kassilé, un Africain accusé du meurtre de ses employeurs. Il gagnera le procès en faisant acquitter Kassilé. Mais en 1942, en tant que Juif, il est embarqué avec son père pour le camp de Drancy puis déporté dans un camp de concentration. Il réapparait 60 ans plus tard pour défendre Benjamin, l’ennemi de son propre petit-fils.
- Nicolas de Veyrac : inséparable ami d'enfance de Raphaël, étudiant également en droit. Il se voit proposer la défense des enfants des victimes de Kassilé. Anéanti par la perte du procès, il se retrouve collaborateur et dénonce la famille Steiner. Il finit par se suicider, rongé par le remords.
- Émilie de Veyrac : soeur de Nicolas et amoureuse de Raphaël. Enceinte lors de l'arrestation de Raphaël, elle met ensuite au monde Adam Steiner, père de  Nathan. Après 60 ans passés dans un kibboutz, elle réapparait comme Raphaël pour aider à réconcilier les deux familles.

## Albums
- 1. Le procès[1], Glénat, France, mai 2004
Scénario : Richard Malka - Dessin : Paul Gillon - Couleurs : Hubert - (ISBN 2-7234-4335-3)
- 2. Mis en examen[2],[3], Glénat, France, mars 2006
Scénario : Richard Malka - Dessin : Paul Gillon - Couleurs : Hubert - (ISBN 2-7234-5164-X)
- 3. Le survivant[4],[5],[6], Glénat, France, 16 septembre 2009
Scénario : Richard Malka - Dessin : Paul Gillon - Couleurs : Hubert - (ISBN 978-2-7234-5857-3)
- 4. Verdicts, Glénat, France, 23 mai 2012
Scénario : Richard Malka - Dessin et couleurs : Jean-Michel Ponzio - (ISBN 978-2-7234-7295-1)

## Auteurs
Richard Malka est un avocat français mais également scénariste de bande dessinée. Après L'Ordre de Cicéron, il écrit également La Vie de Palais, illustré par Catherine Meurisse, un album qui se penche sur la justice, sur le métier d'avocat et sur les coulisses du métier.
Paul Gillon, mort en 2011, est un dessinateur de bande dessinée français. Il a dessiné pour de nombreux journaux tels que France-Soir, Vaillant, Le Journal de Mickey, Pif Gadget ou encore Métal hurlant.
Jean-Michel Ponzio est un dessinateur de bande dessinée français. En 2012, il succède à Paul Gillon pour terminer la série L’Ordre de Cicéron, tome 4. Il collabore également avec le scénariste Richard Marazano pour deux séries d’albums, Genetiks et Le complexe du chimpanzé, ainsi qu'avec Xavier Dorison sur Black Lord. Il dessine également les 4 tomes de la série Le Protocole Pélican sur un scénario de Richard Marazano.

## Analyse
L’ordre de Cicéron se présente comme un scandale juridico-historico-financier passionnant qui plonge le lecteur dans l’univers capitonné des cabinets d’avocats.
Le scénariste Richard Malka rappelle en interview qu'« en 1941, des avocats juifs se sont retrouvés exclus de leur profession ». Par décret du 16 juillet 1941, le nombre de juifs autorisés à pratiquer la profession d’avocat a été limité à 2% dans chaque barreau, ce qui a entraîné, pour le seul barreau de Paris, 217 radiations. C’est ainsi que des avocats, illustres ou pas, se sont retrouvés exclus de leur profession, souvent une vocation, avant d’être internés puis déportés. Il ajoute, lors de cette même interview que le premier album a été extrêmement bien accueilli par le milieu judiciaire dont il a reçu de nombreux témoignages d’amitié.
Pour le dessinateur Paul Gillon, l’Ordre de Cicéron est plus un thriller psychologique qu’un récit d’action et indique en interview qu'un récit qui se passe dans les prétoires n'est pas facile à illustrer car « il y a un effet répétitif, on est souvent dans des décors qui ne se renouvellent pas et qui sont immuables, d’une certaine façon ».
Dans le tome 2, les auteurs mettent le doigt sur « le monde des affaires qui est une jungle où la justice se révèle trop souvent impuissante et les coups tordus ont parfois tendance à se multiplier ».

## Accueil critique
Le site bédéphile BDGest souligne la « qualité des dialogues, la justesse des personnages, la découverte d’un univers et de ses codes ainsi qu'une bonne histoire servie par un dessin de belle facture, dans un style classique qui colle parfaitement à l’esprit du récit grâce à un dessinateur aussi expérimenté que Gillon ».
Un autre site bédéphile Actua BD évoque un premier tome « captivant, intéressant et intelligent avec le style graphique et l'encrage si particulier de Paul Gillon qui donnent beaucoup de vie à cet univers judiciaire un peu froid ».
Le dessin réaliste de Paul Gillon est également mentionné par l'autre site bédéphile Planetebd, « un dessin qui sert à merveille le récit ». Ce même site indique, pour le dernier tome, que « la clôture de la saga ne déçoit pas, gardant jusqu'à son terme le sérieux et le temps nécessaire au déroulement de ses évènements ». Pour autant, le site est moins enthousiaste sur le troisième tome en regrettant « une intrigue qui tourne au burlesque et une histoire qui finit par se perdre dans des méandres douteux ».